# Borchshof
Borchshof is een voormalig waterschap in de provincie Groningen.
Het schap lag in het dorp Farmsum en besloeg de afgegraven borgstee van het Huis te Farmsum. De polder werd omgeven door de straten de Molenstraat, de Borgweg en de Borgshof. De molen sloeg direct uit op het Afwateringskanaal van Duurswold.
Waterstaatkundig gezien ligt het gebied sinds 2000 binnen dat van het waterschap Hunze en Aa's.

## Trivia
In de winter diende het gebied als ijsbaan van het dorp, tot er in 1950 een school werd gebouwd.